# Заклинатель лошадей
«Заклинатель лошадей» (англ. The Horse Whisperer) — кинофильм режиссёра Роберта Редфорда, вышедший на экраны в 1998 году.

## Сюжет
Две юные подруги — Грейс (Скарлетт Йоханссон) и Джудит (Кейт Босуорт) — во время конной прогулки попадают под грузовик. Джудит погибает, Грейс теряет ногу и теперь должна привыкнуть к жизни с протезом. Её родители, Энни (Кристин Скотт Томас) и Роберт (Сэм Нилл), живущие не слишком счастливо и уже сильно отдалившиеся друг от друга, пытаются всячески её подбодрить, однако безуспешно. Масла в огонь подливает посещение её верного коня Пилигрима, сильно пострадавшего во время несчастного случая. Конь, кажется, обезумел, и никого к себе не подпускает. Энни понимает, что если Пилигрим обретёт спокойствие, то это может помочь и её дочери. Поэтому, прочитав статью в журнале, она решает обратиться к Тому Букеру (Роберт Редфорд), известному своим мастерским обращением с лошадьми. Однако Том отказывается покинуть своё ранчо в Монтане и приехать в Нью-Йорк. Тогда Энни решает взять Грейс и Пилигрима и самой отправиться к нему.

## В ролях
- Роберт Редфорд — Том Букер
- Кристин Скотт Томас — Энни МакЛин
- Сэм Нилл — Роберт МакЛин
- Скарлетт Йоханссон — Грейс МакЛин
- Дайан Уист — Дайан Букер
- Крис Купер — Фрэнк Букер
- Черри Джонс — Лиз Хэммонд
- Тай Хиллман — Джо Букер
- Кейт Босуорт — Джудит

## Награды и номинации
- 1999 — номинация на премию «Оскар» за лучшую песню (Эллисон Мурер, Гвил Оуэн, «A Soft Place To Fall»)
- 1999 — номинация на премию Американского общества кинооператоров за лучшую операторскую работу в художественном фильме (Роберт Ричардсон)
- 1999 — две номинации на премию «Золотой глобус»: лучший фильм — драма, лучший режиссёр (Роберт Редфорд)
- 1999 — номинация на премию «Молодой актёр» лучшей молодой актрисе в главной роли (Скарлетт Йоханссон)